# Jean-Louis Danguillaume
Jean-Louis Danguillaume, né le 14 décembre 1949 à Joué-lès-Tours et mort le 1er mai 2009 à Saint-Avertin,,, est un coureur cycliste français, professionnel de 1974 à 1978.

## Biographie
Jean-Louis Danguillaume est professionnel de 1974 à 1978, auprès de Bernard Thévenet. Son père André, son frère Jean-Pierre et ses oncles Camille, Jean, Roland et Marcel  ont également été coureurs cyclistes.

## Palmarès

### Palmarès amateur
- Amateur
  - 1970-1973 : 70 victoires
- 1968
  - Grand Prix de Tours
- 1969
  - 2e d'Annemasse-Bellegarde-Annemasse
- 1970
  - 3e étape du Tour du Loir-et-Cher (contre-la-montre)
  - 5e étape du Tour de Yougoslavie
  - 3e du Tour du Loir-et-Cher
- 1971
  - 3e étape du Tour du Loir-et-Cher
  - 3e du Tour du Loir-et-Cher
  - 3e du Grand Prix des Foires d'Orval
- 1972
  - 4eb étape de la Route de France
  - 2e du Prix de La Charité-sur-Loire
- 1973
  - 9e étape du Tour de Pologne
  - 3e du Tour du Loir-et-Cher
  - 3e du Prix de La Charité-sur-Loire

### Palmarès professionnel
| - 1974 - 8e étape du Tour de l'Avenir - 1975 - 2e du Grand Prix de Plouay - 1976 - Circuit de l'Indre - 1re étape du Circuit de la Sarthe | - 1977 - 2e étape du Tour du Tarn - 3e du championnat de France de vitesse - 1978 - 1rea étape du Tour du Tarn |